# Mount Tibrogargan
Der Mount Tibrogargan ist einer der zwölf Berge im Glass-House-Mountains-Nationalpark nordwestlich von Brisbane in Queensland, Australien. Der Berg besteht aus Rhyolith, einem Vulkanit, der vor 27 Millionen Jahren aus einem Schlot floss, erstarrte und Teil eines Vulkans bildete.

## Beschreibung und Name
Der Mount Tibrogargan liegt im Südosten von Queensland. Er ist leicht erkennbar, weil er einem Gorilla oder einem gebeugten alten Mann ähnelt. 2004 zerfielen Teile des Felsens, die einem Auge glichen. 
Der Name des Berges Tibrogargan stammt aus der Sprache der Aborigines der Undanbi chibur für fliegendes Eichhörnchen und kaiyathin für beißend.

## Traumzeit
In der Traumzeit der Aborigines dieser Region ist Tibrogargan der Vater aller Berge der Glass House Mountains, außer dem Mount Beerwah, seiner Frau. Sie glauben, dass Tibrogargan sah, wie eine Flut aus der See kam und er seinen Sohn, dem Mount Coonowrin, zurief: Bring deine Mutter Beerwah an einen sicheren Ort. Dies gelang Coonowrin nicht und der erzürnte Tibrogargan schlug mit der Keule auf Coonowrin ein und brach sein Genick.

## Tourismus
Der Mount Tibrogargan ist nach dem Mount Coonowrin der zweitsteilste der Glass-House-Berge wie auch mit 364 m relativ hoch, obwohl noch 200 m niedriger als der Mount Beerwah, der höchste dieser Berggruppe. Er ist ein populäres Ziel für Buschwanderer, Bergsteiger und Touristen. Letztere Gruppe wird häufig Opfer ihrer Unerfahrenheit und schlechten Planung beim Besteigen des Berges und muss von Rettungskräften und Helikoptern geborgen werden.
Es gibt weniger gefährliche Wanderwege um den Mount Tibrogargan, wie den Tibrogargan Circuit mit 3,3 km und den Trachyte Circuit mit 5,6 km. Alle Wege können vom Parkplatz am Fuß des Mount Tibrogargan begonnen werden, einschließlich des Gipfelanstiegs.